# Тоса (линеен кораб, 1921)
„Тоса“ (на японски: 土佐, на английски: Tosa) е линеен кораб на Императорския флот на Япония. Главен кораб на едноименния проект. Корабът е наречен в чест на историческата японска провинция Тоса в южната част на остров Шикоку, която съответства на съвременната префектура Кочи. Корабът е част от плана за строителството на два 39 900-тонни кораба в съответствие с програмата за усилване на флота „Осем – четири“ (осем линкора и четири линейни крайцера). Линкорите според този проект трябва да са въоръжени с десет 410-мм оръдия. Но след Вашингтонската военноморска конференция и подписването на съответното съглашение, всички работи по кораба са прекратени. В съответствие с условията на съглашението корабът трябва да бъде разкомплектован. Недостроеният корпус на „Тоса“ е използван в изпитания за проверка на ефективността на японското въоръжение. На 9 февруари 1925 г. линкорът е унищожен.

## Проектиране и строителство
Линкорите от типа „Тоса“ са разработени в началото на 20-те години на XX век под ръководството на Юдзуру Хирага, в рамките на японската програма за строителството на военната флота, която получава названието „Осем – четири“. Според тази програма се планира построяването на осем линкора и четири линейни крайцера. Тя заменя програмата „8 – 8“. Съдовете са увеличени по размери версии на предходния тип „Нагато“ и носят допълнително една двуоръдейна кула на главния калибър с 410-мм оръдия. Линкорите от типа „Тоса“ трябва да станат вторият, след линейните кораби от типа „Нагато“, тип бързоходни линкори в японския флот. Всичко са планирани за построяване 2 линкора от дадения тип – „Тоса“ и „Кага“. Строителството на линкорите е одобрено на 14 юли 1917 г. През 1919 г. японските военноморски инженери завършват работата над техническия им проект. В него е отчетен британския опит получен в Ютландското сражение. Корабите трябва да имат конструктивните особености, основани върху опита натрупан от предходните проекти, включващи наклонена броня и по-висока скорост независимо от увеличения тонаж.
„Тоса“ е главният кораб на едноименния тип. Той е заложен в Нагасаки на 16 февруари 1920 г. в корабостроителницата на Мицубиши. Той се строи на същия стапел, на който две десетилетия по-късно ще бъде построен линкорът от типа „Ямато“ „Мусаши“. Спускането на вода на линкора „Тоса“ е планирано за октомври 1921 г., но многобройните стачки го забавят до декември. Линкорът е спуснат на вода на 12 декември 1921 г., с два месеца изоставане от графика. Работите над „Тоса“ са прекратени на 5 февруари 1922 г., още преди подписването на Вашингтонското морско съглашение от Япония. На 5 май 1922 г., в съответствие с подписаното съглашение, строителството на линкорите „Тоса“ и „Кага“ е отменено.

## История
През август 1922 г. недостроеният „Тоса“ е преместен в Куре. Петдесет хиляди души наблюдават как линкорът е буксиран от залива с пет буксира. Към това време на линкора са монтирани барбетите за 410-милиметровите оръдия, но кулите и самите оръдия не са поставени, а отворите за тях в главната палуба са покрити с метални листове. Корпусът на кораба – палубата и надстройките са завършени, също така са монтирани – мостикът, бойната рубка, мачтата за светлинни сигнали в кърмовата част на втория барбет. Бойната рубка е снабдена с оборудване като мостик за управления, тъй като няма друго подходящо за това място. Коминът е с малки размери. „Тоса“ остава в Куре до средата на 1924 г. На 1 април 1924 г., корпусът на недостроения линкор е подготвен за изпитания и е предаден на военноморския флот за използването му в качеството на кораб-мишена.

## Потопяване
В течение на следващите няколко месеца „Тоса“ се използва в качеството на мишена. На 14 януари 1925 г., Морското министерство на Япония издава заповед да се унищожи линкорът в течение на един месец. Главнокомандващият военноморския район на Куре, предписва към 1 февруари да бъде завършена подготовката и до 10 февруари да се потопи линкора. За това линкорът „Сетцу“ трябва да отбуксира „Тоса“ на разстояние 16 километра западно от остров Окиношима до мястото за потопяване.
През февруари Щабът на военноморското разузнаване на САЩ съобщава, че „работите по демонтажа на оборудване от „Тоса“ преминават във военната корабостроителница в Куре, и всичко ценно от кораба е свалено. Поставена е задачата да се запълни корпусът на линкора с пясък и чакъл, той да се отбуксира към дълбоководието около входа в Куре, да се отворят кингстоните и той да бъде потопен.“
На 3 февруари „Тоса“ е преведен от Куре в залива Саичи. На 6 февруари линкорът на буксир е изведен от залива Саичи, с цел да се приведе до мястото за потопяване, но силен щорм пречи на това и корабите се връщат. Втория опит е предприет на 8 февруари в 10:00. В машинното отделение на линкора са поставени взривни заряди – два контейнера с по 30 килограма взривно вещество във всеки, в двойното дъно са поставени два 356-мм снаряда. Зарядите трябва да бъдат детонирани с използването на електрически предпазители. На осми февруари, при активирането, зарядите не сработват. След този неуспех на девети на борда на „Тоса“ е изпратен екип за потопяването на кораба. В 01:25 в машинното отделение на „Тоса“ са отворени шест кингстона. Скоро след това „Тоса“ започва да се накренява по десния борд и бавно да влиза с кърмата напред във водата. В 03:50 кренът се увеличава и съда се скрива от повърхността на водата в 07:00. „Тоса“ е десетият и последен голям японски боен кораб, ликвидиран според условията на Вашингтонското морско съглашение от 1922 година.

## Интересни факти
Островът Хашима, също известен като Гунканжима (на японски: 軍艦島) – „Островът линкор“, получава своя прякор поради очевидното си сходство с „Тоса“.